# Période d'essai en droit français
Pour un article plus général, voir Période d'essai.
En droit français, la période d'essai est une période qui peut être prévue au début d'un nouvel emploi dans le cadre d'un contrat de travail, pour permettre à l'employeur d'éprouver les aptitudes professionnelles du salarié ou au nouvel employé de s'assurer que la fonction le satisfait.
La validité de toute clause d'essai est soumise à des conditions très strictes de fond et de forme et c'est moyennant le respect de celle-ci qu'il sera permis de déroger aux règles habituelles de rupture du contrat. La période d'essai nécessite en tout état de cause un écrit.
La période d'essai est légalement facultative.
Avant la loi du 25 juin 2008, c'était à celui qui se prévalait de la période d'essai de prouver son existence (dans la pratique le plus souvent à l'employeur). Pour réduire le contentieux la loi du 25 juin 2008 sur la modernisation du marché du travail a modifié le régime de la période d'essai en ce qui concerne son instauration. À présent, la période d'essai doit être prévue dans le contrat individuel de travail ou la lettre d'engagement. Ne sont plus possibles les périodes d'essai seulement prévues dans la convention collective.

## Durée maximale de la période d'essai initiale
La durée maximale de la période d'essai varie selon le type de contrat :
- pour les CDD (contrats à durée déterminée), la durée ne peut excéder 1 jour par semaine dans la limite de 2 semaines pour un CDD dont la durée initialement prévue au contrat est au plus égale à 6 mois et d un mois sans les autres cas (article L1242-10 du code du travail). En cas de deux contrats successifs, une période d'essai n'est valable que s'il s'agit d'un poste différent (Cass. Soc., 30 octobre 2000).
- pour les CDI (contrats à durée indéterminée)[3], l'article L1221-19 du Code du travail fixe la durée maximale :
  - à deux mois pour les ouvriers et les employés
  - à trois mois pour les agents de maîtrise et les techniciens
  - à quatre mois pour les cadres

## Renouvellement de la période d'essai
La période d'essai ne peut être renouvelée qu'une seule fois et à la condition que le contrat de travail et la convention collective le prévoient. Le renouvellement de la période d'essai ne peut être automatique et/ ou unilatéral et doit faire l'objet d'un accord entre employeur et salarié 
La durée maximale de la période d'essai en comprenant le renouvellement ne peut être supérieure à :
- quatre mois pour les ouvriers et employés ;
- six mois pour les agents de maîtrise et techniciens ;
- huit mois pour les cadres.

Remarque : la Cour de cassation a précisé qu'une période d'essai ne peut résulter que du contrat de travail ou de la convention collective et ne peut être instituée par un usage.

## Décompte de la période d'essai
Elle débute à la prise de fonction effective du salarié, peu importe que celle-ci soit postérieure à la signature du contrat 
Sauf stipulations contraires d'un accord collectif, le décompte s'effectue en jours calendaires 
La période d'essai étant destinée à juger de l'adaptation du salarié à son poste, elle est automatiquement prorogée en cas d'absence du salarié (maladie, congés divers...), sauf dans le cas du chômage d'un jour férié .

## Rupture du contrat pendant la période d'essai
Pendant l'essai, chaque partie dispose d'un pouvoir de rompre le contrat de façon discrétionnaire, sans avoir à se justifier ni à respecter les règles relatives à la démission ou au licenciement . Bien que le Code du travail n'impose aucun formalisme, il est néanmoins très vivement recommandé de rompre le contrat par écrit.
L'employeur peut donc rompre le contrat sans avoir à justifier d'un motif, seuls l'abus de droit ou la discrimination étant sanctionnables. Lorsque l'employeur souhaite rompre la période d'essai à la suite d'une faute commise par le salarié, il doit appliquer non pas la procédure de licenciement, mais la procédure disciplinaire prévue à l'article L 1332-2 du Code du travail La protection des salariées en situation de grossesse ne s'applique pas pendant la période d'essai . Seuls les salariés protégés  et les accidentés du travail  bénéficient d'une protection particulière. Pour les salariés protégés, les cas de représentants élus pendant une période d'essai est très rare, mais cela vise également les médecins du travail salariés, les conseillers du salarié et les conseillers prud'hommaux.

## Délai de prévenance
Lorsque l'une ou l'autre des parties décident de rompre la période d'essai, elle doit respecter un délai de prévenance.
Lorsque le salarié rompt la période d'essai, il doit prévenir l'employeur 24 heures à l'avance s'il est dans l'entreprise depuis moins de 8 jours, et de 48 heures dans les autres cas .
Lorsque c'est l'employeur qui rompt la période d'essai, le délai est de :
- 24 heures si le salarié et présent depuis moins de 8 jours
- 48 heures si sa présence est entre 8 jours et un mois
- 2 semaines si sa présence est entre 1 et 3 mois
- un mois si sa présence est supérieure à 3 mois

Il est possible de rompre la période d'essai jusqu'à son dernier jour, mais l'application du délai de prévenance ne peut avoir pour effet de prolonger la présence du salarié au-delà de la fin de la période d'essai. En conséquence, l'employeur devra indemniser le salarié pour la part du délai de prévenance non effectuée 
Par exemple, si un salarié a commencé dans l'entreprise le 1er janvier avec une période d'essai de 4 mois et que l'employeur la rompt le 15 avril, le salarié reste dans l'entreprise jusqu'au 30 avril et l'employeur lui versera une indemnité correspondante aux 2 semaines de travail non effectuées (salaires et avantages, y compris l'indemnité de congés payés).

## Maladie et période d'essai
L’incidence est différente s'il s'agit-il d'un arrêt en raison d'un accident du travail/ d'une maladie professionnelle ou d’un arrêt maladie autre.

### Arrêt en raison d'un accident du travail ou d'une maladie professionnelle
Dans ce cas, le contrat de travail est suspendu et la période d'essai est prolongée de la durée exacte de l'absence pour accident du travail ou maladie professionnelle calculée en jours calendaires (sauf dispositions conventionnelles différentes).
La rupture anticipée de la période d'essai reste possible dans les conditions habituelles (formalités simplifiées, délai de prévenance du salarié), mais seulement après le retour du salarié dans l'entreprise.

### Arrêt maladie autre qu’un accident du travail ou d'une maladie professionnelle
Dans ce cas, le contrat de travail est suspendu et la période d'essai est prolongée de la durée exacte de l'absence pour maladie (sauf dispositions conventionnelles différentes).
Attention, la période d'essai ne peut pas être rompue en raison de la maladie du salarié, même si cela a pu gêner le fonctionnement de l'entreprise, car il s'agirait d'une rupture du contrat pour motif discriminatoire fondée sur son état de santé.